# La Rochebeaucourt-et-Argentine
La Rochebeaucourt-et-Argentine è un comune francese di 407 abitanti situato nel dipartimento della Dordogna nella regione della Nuova Aquitania.

## Società

### Evoluzione demografica
Abitanti censiti